# Elias Bronnemüller
Elias Bronnemüller (auch Brunnemüller, Brunnenmüller, Bronmüller, Bronnemöller, Brunnemöller, * im 17. Jahrhundert; † nach 1712) war ein norddeutscher Komponist.

## Leben und Wirken
Über Bronnemüllers Lebenslauf ist wenig bekannt. Johann Mattheson bezeichnete ihn als einen seiner Lehrer, der ihn um etwa 1690 unterrichtet haben soll. Außerdem erwähnte Mattheson, dass Bronnemüller ein Schüler Corellis, Alessandro Scarlattis und  Lonatis gewesen sei. 1703 besuchte Bronnemüller Arnhem, wo er eine Anstellung erhielt, aber schon kurze Zeit später weilte er in Den Haag und danach in Amsterdam, wo er sich niederließ. Dort erhielt er am 21. Juni 1709 das Privileg, seine eigenen Werke zu veröffentlichen. Bronnemüller veröffentlichte zwischen 1709 und 1712 in Amsterdam und Leeuwarden drei Sammlungen mit Instrumentalmusik.
Seine Werke sind im italienischen Stil der Zeit und entsprechen dem norddeutschen Geschmack. Die Sonaten folgen dem Stil der Kirchensonate mit der Satzfolge langsam-schnell-langsam-schnell, gelegentlich enthalten sie einen Tanzsatz. Die Cembalosuiten folgen keinem Standardmodell, sie beginnen mit einer Toccatina, ihr folgen mehrere Tanzsätze.

## Werke (gedruckt)
- 6 Sonaten für 2 Violinen, Viola und b.c. (Orgel) (Amsterdam, 1709)
- Fasciculus musicus (Leeuwarden, 1711): 3 Cembalosuiten; 1 Sonata für Oboe und b.c., 1 Sonata für Blockflöten und b.c., 1 Sonata für Violine und b.c., 3 Arietten für Violine und b.c., Oboe ad libitum
- 6 Sonaten für Oboe, Violine oder Flöte und b.c. (Amsterdam, 1712)